# Meng Guanliang
Meng Guanliang (chinesisch 孟關良, Pinyin Mèng Guānliáng; * 24. Januar 1977 in Shaoxing) ist ein ehemaliger chinesischer Kanute.

## Erfolge
Meng war ab 1995 Teil des chinesischen Nationalkaders. Seine erste internationale Medaillen gewann er bei den Asienspielen 1998 in Bangkok. Während er im Zweier-Canadier über 500 Meter die Bronzemedaille errang, sicherte er sich im Einer-Canadier über 1000 Meter den Gewinn der Goldmedaille. Vier Jahre darauf nahm er auch an den Asienspielen 2002 in Busan teil, die noch erfolgreicher für Meng verliefen. Erneut konnte er die Konkurrenz im Einer-Canadier über 1000 Meter gewinnen, belegte aber auch auf der 500-Meter-Distanz den ersten Platz.
Sein Olympiadebüt gab er 2004 in Athen. Dort trat er mit Yang Wenjun in zwei Konkurrenzen im Zweier-Canadier an. Auf der 1000-Meter-Strecke verpassten sie als Fünfte ihres Vorlaufs die direkte Qualifikation für den Endlauf, schafften diese aber noch, nachdem sie das Halbfinale in 3:32,792 Minuten auf dem dritten Platz beendeten. Im Finale kamen sie in einer Zeit von 3:52,926 Minuten allerdings nicht über den neunten und letzten Platz hinaus. Besser lief es für Meng und Yang über 500 Meter. Sie gewannen in 1:38,916 Minuten ihren Vorlauf und waren auch im Finale das schnellste Boot. Sie überquerten nach 1:40,278 Minuten als Erste die Ziellinie, womit sie Olympiasieger wurden. Die Kubaner Ibrahim Rojas und Ledis Balceiro folgten mit nur 72 Tausendstel Sekunden Rückstand, dahinter Alexander Kostoglod und Alexander Kowaljow aus Russland mit 0,26 Sekunden Rückstand.
Nachdem er ursprünglich seine Karriere nach 2005 beendet hatte, gab er mit Blick auf die Olympischen Spiele in Peking sein Comeback. Zuvor gewann er 2005 in Putrajaya im Vierer-Canadier über 500 Meter die Asienmeisterschaften, ebenso siegte er zwei Jahre darauf in Hwacheon im Zweier-Canadier über 500 Meter.
Bei den Olympischen Spielen in Peking startete Meng nur in der Zweier-Canadier-Konkurrenz über 500 Meter, wiederum mit Yang Wenjun. Wie schon 2004 qualifizierten sie sich nach ihrem Sieg im ersten Vorlauf direkt für den Endlauf und wiederholten dort mit der schnellsten Zeit aller neun Starter ihren Olympiasieg. Sie beendeten den Lauf in 1:41,025 Minuten auf dem ersten Platz, vor den Russen Alexander Kostoglod und Sergei Ulegin mit einer Rennzeit von 1:41,282 Minuten sowie Christian Gille und Tomasz Wylenzek aus Deutschland, die 1:41,964 Minuten das Ziel erreichten. Nach den Spielen beendete Meng seine Karriere endgültig und wurde stellvertretender Direktor des Wassersportzentrums in Zhejiang.